# Latawiórka
Latawiórka (Iomys) – rodzaj gryzоni z podrodziny wiewiórek (Sciurinae) w obrębie rodziny wiewiórkowatych (Sciuridae).

## Rozmieszczenie geograficzne
Rodzaj obejmuje gatunki występujące w Indonezji, Malezji i Brunei.

## Morfologia
Długość ciała (bez ogona) 165–231 mm, długość ogona 159–207 mm; masa ciała 120–231 g.

## Systematyka
Rodzaj zdefiniował w 1908 roku angielski zoolog Oldfield Thomas w artykule zatytułowanym Rodzaje i podrodzaje grupy Sciuropterus z opisami trzech nowych gatunków, opublikowanym w czasopiśmie „The Annals and magazine of natural history”. Gatunkiem typowym jest (oryginalne oznaczenie) latawiórka jawajska (I. horsfieldii).

### Etymologia
Iomys: gr. ιος ios ‘strzała’; μυς mus, μυός muos ‘mysz’.

### Podział systematyczny
Do rodzaju należą następujące gatunki:
| Grafika | Gatunek           | Autor i rok opisu       | Nazwa zwyczajowa       | Podgatunki         | Rozmieszczenie geograficzne                                                                                              | Podstawowe wymiary                              | Status IUCN |
| ------- | ----------------- | ----------------------- | ---------------------- | ------------------ | --- | ----------------------------------------------- | ----------- |
|         | Iomys horsfieldii | (G.R. Waterhouse, 1838) | latawiórka jawajska    | 4 podgatunki       | Półwysep Malajski (wraz z wyspami Tioman i Penang), Sumatra, Jawa i Borneo; zakres wysokości: do 1800 m n.p.m.           | DC: 16,5–23 cm DO: 15,9–21 cm MC: 120–131 g     | LC          |
|         | Iomys sipora      | Chasen & Kloss, 1928    | latawiórka mentawajska | gatunek monotypowy | endemit Indonezji: Wyspy Mentawai (Sipura i Północna Pagai) na zachód od Sumatry; zakres wysokości: poniżej 500 m n.p.m. | DC: 17,3–20 cm DO: 18,5–19,2 cm MC: brak danych | EN          |

Kategorie IUCN:  LC  – gatunek najmniejszej troski,  EN  – gatunek zagrożony.